# Hilal Yabuz
Hilal Yabuz est une ancienne joueuse de volley-ball turque née le 29 octobre 1990 à Bursa. Elle mesure 1,92 m et jouait au poste d'attaquante. Elle a totalisé 5 sélections en équipe de Turquie.

## Clubs
| Club              | De        | À         |
| ----------------- | --------- | --------- |
| VB Günes Sigorta  | 2006-2007 | 2007-2008 |
| Beşiktaş İstanbul | 2008-2009 | 2011-2012 |
| Maltepe Yalı Spor | 2012-2013 | 2013-2014 |